# .as
.as ist die länderspezifische Top-Level-Domain (ccTLD) des amerikanischen Überseegebietes Amerikanisch-Samoa. Sie existiert seit dem 12. Juni 1997 und wird vom ortsansässigen Unternehmen AS Domain Registry verwaltet.

## Eigenschaften
Die Vergabe von .as-Adressen ist nur aus zweiter Ebene möglich, offizielle Subdomains existieren nicht. Es gibt keine Beschränkungen für diese Domain – jeder darf eine .as-Adresse registrieren. Einzig die Veröffentlichung pornografischer Inhalte über eine Second-Level-Domain ist nicht gestattet. Insgesamt darf eine .as-Domain zwischen drei und 63 Zeichen lang sein, die meisten Registrare unterstützen nur alphanumerische Zeichen – die Verwendung von Sonderzeichen nach dem Punycode-Verfahren ist seitens der Vergabestelle aber bereits seit Februar 2005 grundsätzlich möglich.
Da in nordischen Ländern die Abkürzung A/S für eine Aktiengesellschaft genutzt wird, registrieren viele dänische und norwegische Unternehmen derartige Adressen, analog zur Beliebtheit von .ag bei deutschen Aktiengesellschaften. Außerdem gehört .as zu insgesamt 11 länderspezifischen Endungen, für die das Schiedsgericht der WIPO im Streitfall zuständig ist.